# أورير
أورير هي جماعة قروية في عمالة أكادير إداوتنان بجهة سوس ماسة في المغرب، وهي تضم 948 36 نسمة، حسب الإحصاء العام للسكان والسكنى لسنة 2014، وتبعد عن مدينة أكادير بحوالي 12 كلم.

## التسمية
كلمة «أورير» في اللغة الأمازيغية تعني «الجبل»، والمقصود به هو ذلك الجبل الذي يُشرف على أَسرسيف من جهة الشرق، وعلى تُوڭمان وإڭروفلوس من جهة الغرب ويسمى إِكّي واورير.
تحمل أورير إسما آخر وهو شاطئ الموز بسبب الموز الحلو الذي يزرع في الوادي ويباع على حافة الطريق.

## تاريخ
ظهر أول تجمع سكني فوق جبل إِڭي واورير في عهد الدولة السعدية، ومع مرور الزمان، نزحت بعض العائلات في المناطق التالية: أسرسيف وتاكمو وتُوڭمان وإڭروفلوس، لتكون مجموعات سكنية جديدة في هذه المناطق، بَقيت هذه العائلات تعيش جنبا إلى جنب، تربطها علاقة اجتماعية في حدود كيانها. وبِحكم الاضطرابات التي تمر بها المنطقة من حين إلى آخر، دفع بهذه العائلات إلى التحالف فيما بينها من جديد لتنشئ قبيلة متماسكة قادرة على مواجهة التحديات، فتشكلت قبيلة أورير من جديد على شكل تجمعات سكنية متفرقة، على غرار ما كانت عليه من قبل.
إن الموقع الاستراتيجي الذي تقع فيه أورير، وبفضل توفر عوامل الاستقرار المتمثلة في أراضي زراعية خصبة ومراعي خصبة ومياه وافرة، ساعَد سكان المنطقة على فرض وجودهم، كما ساعد على أن يتمتع أعيان المنطقة بنفوذ قوي في أوساط المخزن في ذلك العهد. هكذا بَقيت كل عائلة مستقرة في المنطقة التي نزحت إليها منذ البداية، وأعني بذلك تاكموا وأسرسيف وتوڭمان وإڭروفلوس إلى حدود سنة 1960، بحيث أُصيبت المنطقة بزلزال قوي أَدى إلى مقتل 130 نسمة في أسرسيف وحوالي 40 قتيل في تاكمو وإكرفلوس وتدمير البنايات عن آخرها.
تعتبر سنة 1960 نقطة التحول في الحياة لدى الاوريريين، بحيث بدأ النزوح مرة ثانية من المرتفعات إلى السهول مما أدى إلى تقلص المساحات الزراعية وظهور شكل جديد في بناء المنازل والدور على غرار الشكل القديم والموروث، وتفكك التجمعات الأسرية السائدة من قبل وضعف الروابط العائلية. الشيء الذي مهد الطريق إلى عملية بيع الأراضي مما أدى إلى تغيير خريطة المنطقة. وتمتد الرقعة الجغرافية لهذه القبيلة من فونتي (ميناء أڭادير) إلى منحذرات جبال إداوتنان. وفي سنة 1992 أُحدثت بها جماعة قروية بعدما كانت تابعة في السابق لجماعة تِكوين.

## السياحة والاقتصاد
تضم أورير مؤهلات سياحية مهمة، خصوصاً الشواطئ والمناظر الطبيعية، كما تشتهر بفاكهة الموز وبمقاهي متعددة، تُقدم للزبائن والزوار مجموعة من المأكولات والأطباق المحلية. وتتميز أورير بشاطئ يمتد على طول أكثر من 3 كلم مما جعلها محطة لعشاق الرياضات البحرية لكونها تتوفر على مجموعة من أفضل مواقع ممارسة هذا النوع من الرياضات، وهي أيضاً تتوفر على نوادي لممارسة الركمجة التي تجذب السياح من مختلف الجنسيات. أما السوق الاسبوعي لأورير فينعقد كل يوم أربعاء.

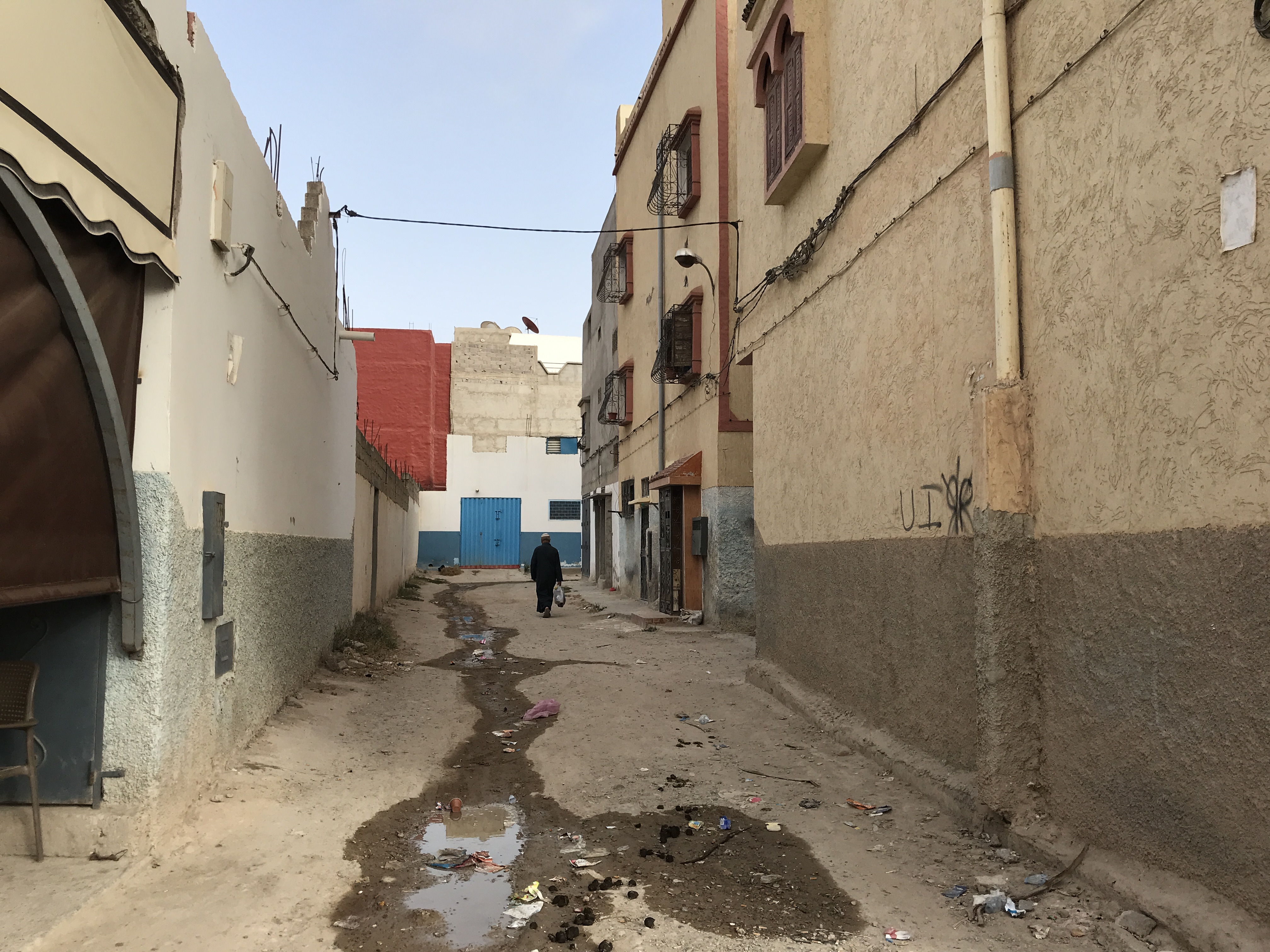
الأزبال والمياه العادمة منتشرة كثيراً بأحياء أورير نظراً لعدم تواجد شبكة للتطهير السائل

## الأحياء والدواوير
تتكون الجماعة القروية لأورير من مجموعة من الأحياء والدواوير:
| الأحياء | الدواوير |
| --- | --- |
| - مركز أورير - حي تماونزا - حي أسركيت - حي زناكي - حي تاكمو - حي توكمان - حي اكريكنا - حي إكروفلوس - حي تفراط - حي تفراط أوفلا - حي بيخربيشن - حي الزاوية - حي إميمكي - حي تهواريين - حي تمراغت - حي توغزا 1 - حي توغزا 2 - حي إيضوران - حي خافجي - حي زكمي | كل هذه الدواوير خارجة عن المجال الشبه الحضاري لأورير: - دوار ألما - دوار أيت محند - دوار تيغيسيت - دوار أسرسيف - دوار أسرن - دوار تماروت - دوار تكاديرت نموسى - دوار إكرضان - دوار تمزايط - دوار أزيون - دوار تهنوت |

## الأمن
رغم الكثافة السكانية الكبيرة، لكن لا تتوفر أورير على مركز للشرطة، وهي تابعة أمنياً للدرك الملكي المتواجد بتغازوت. لكن الجرائم ناذرة جداً، لكون غالبية السكان، عبارة عن أسر من المنطقة.

## التعليم
قائمة المؤسسات التعليمية في جماعة أورير:

### التعليم الإبتدائي
- مدرسة تماونزا
- مدرسة أسركيت
- مدرسة الشاطئ
- مدرسة جابر ابن حيان
- مدرسة أكروفلوس (حي اكركنا)
- مدرسة حسان بن تابث
- مجموعة مدارس سيدي أحمد الرامي (المركزية: إمي ميكي / الوحدات: أسرن - تمروت- تمزايط)

### التعليم الإعدادي والثانوي
- الثانوية الإعدادية الموز
- الثانوية الاعدادية عبد الله بن العباس (تمراغت)
- الثانوية التأهيلية أورير
- الثانوية التأهيلية الرشاد
- الثانوية الاعدادية الإشراق

### المدارس الخاصة بأورير
- مؤسسة المدني الخاصة
- مؤسسة أورير الخاصة
- مؤسسة إسن الخاصة

### المدرسة العلمية بأورير
تأسست المدرسة العلمية العتيقة بأورير في القرن 10 الهجري على يد سيدي عامر بن مسعود الادريسي، المتوفَّى حوالي 975 هـ. والمدفون إزاء المدرسة. عرفت هذه المدرسة آزدهارا في العِلم كما عرفت أيضا انقطاعات عبر مرور التاريخ بسبب الجفاف. ألحق بها زلزال اكادير 1960 دمارا شبه كامل بحيث قضى على كل المباني التاريخية بها. إلا ان المحسنين قاموا بتدليل الصعاب والتغلب عليها من أجل أن تستعيد دورها التاريخي في نشر العلم شأنها كباقي المدارس العتيقة بسوس العالمة، وقد عرفت قفزة نوعية خلال نهاية القرن 20م بحيث تم تجديدها وتوسيعها من طرف المحسنين، لتستمر بذلك في نشر العلم وتخريج الأئمة والوعاظ. وقد تخرج من المدرسة العلمية العتيقة بأورير العديد من الخطباء منهم أئمة المساجد في سوس وغيرها وكذلك في بعض الدول الأوربية ومنهم من يُواصل الآن طلب العلم في دول المشرق العربي.

## النقل والطرق

### النقل
يمكن الوصول إلى أورير عبر حافلات النقل الحضري التابعة لشركة ألزا، حيث تعمل الشركة على توفير الخط رقم 31 من سوق الأحد بأكادير إلى غاية إمي ميكي بأورير، ويبلغ سعر التذكرة 5.50 درهم عند الأداء نقداً، أو 4.50 درهم عند الأداء بواسطة بطاقة إخلاص. والخط رقم 311 من سوق الأحد إلى تيغزا بأورير. كما يمكن استخدام خطين آخرين للوصول لمركز جماعة أورير وهما الخط رقم 32 الرابط بين الباطوار بأكادير وبين تغازوت، والخط رقم 33 الرابط بين الباطوار بأكادير والتامري.
يمكن أيضاً استخدام سيارات الأجرة الكبيرة إنطلاقاً من الباطوار بأكادير إلى أورير بسعر 7 دراهم.

### الطرق
تمر من مركز جماعة أورير 3 طرق مهمة ومعبدة، وهي:
- الطريق الوطنية رقم 1 من مدخل أورير في إتجاه تغازوت، وهو الطريق الذي يضم مختلف الإدارات كالقيادة، والجماعة، وبريد المغرب، والمستشفى، والأبناك، والمطاعم، ومحطة الوقود.

- الطريق من مدخل أورير في إتجاه إيموزارعبر احياء الزناكي، توكمان، اكروفلوس، دوار تماروت، وهو يضم العديد من المطاعم والمقاهي والمتاجر والصيدليات. وهو أيضا الطريق المؤدي لغالبية الأحياء.
- الطريق الإقليمية 1001 من مركز أورير في إتجاه ألما، وتمر عبر دواوير إضوران وتيغزا.

أما داخل الأحياء فالشوارع والأزقة صعبة الولوج بالسيارات، بسبب عدم تهيئتها وكثرة المياه والأوحال الناتجة عن عدم توفر التطهير السائل.

## الصحة
تتوفر أورير على مركز صحي واحد، وعلى العديد من الصيدليات.

## الرياضة

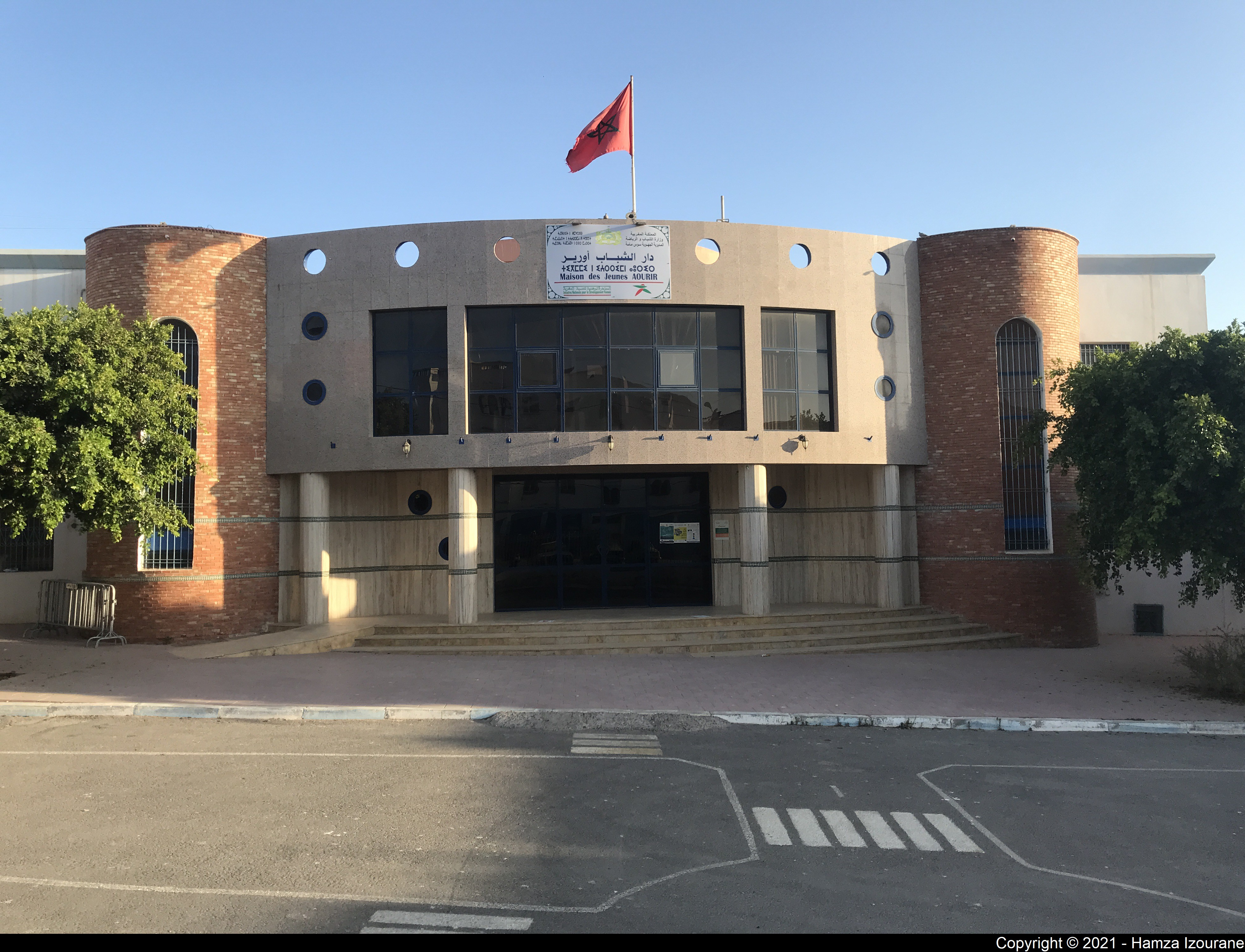
دار الشباب أورير

تتوفر أورير على دار للشباب، أما القطاع الرياضي فهو لازال متأخراً بالجماعة، حيث لا تتوفر على أي ملعب للقرب بالعشب الاصطناعي.
كما تتوفر على المركز المتعدد التخصصات بحي أسرسيف والذي يضم فضاءا للتعليم الاولي وكذا قاعات لتعليم الخياطة والطبخ...
تتوفر الجماعة على ناديين نسويين بالجماعة الأول النادي النسوي باكروفلوس والذي بني من طرف المبادرة الوطنية للتنمية البشرية والنادي النسوي تمراغت.

## وصلات خارجية
- الصفحة الرسمية لجماعة أورير في فايسبوك
- الموقع الرسمي للجماعة الترابية (في طور الصيانة)